# هانا میلی
هانا میلی (به انگلیسی: Hannah Miley) (زادهٔ ۸ اوت ۱۹۸۹) شناگر اهل اسکاتلند است.